# João de Castro (Aquiraz)
João de Castro é um distrito do município brasileiro de Aquiraz, no litoral oeste da Região Metropolitana de Fortaleza, no estado do Ceará. De acordo com o Instituto Brasileiro de Geografia e Estatística (IBGE), sua população no ano de 2010 era de 5 928  habitantes, sendo 3 012 mulheres e 2 916 homens, possuindo um total de 1415 domicílios particulares. Foi criado pela Lei Municipal n°066/1995 de 19 de abril de 1995.

## Subdivisões do distrito
- Tapuio, Sem Terra, Baixa Grande, Alto dos Pereiras, Cachoeira, Pindoba.